# موراي تورنر
موراي تورنر (27 يناير 1964 في المملكة المتحدة - ) (بالإنجليزية: Murray Turner)‏ هو لاعب كريكت بريطاني. لعب مع نادي مقاطعة سومرست للكريكت ‏.